# (33664) 1999 JK93
1999 JK93 (asteroide 33664) é um asteroide da cintura principal. Possui uma excentricidade de 0.12839100 e uma inclinação de 15.20568º.
Este asteroide foi descoberto no dia 12 de maio de 1999 por LINEAR em Socorro.